# Jean de Lescun

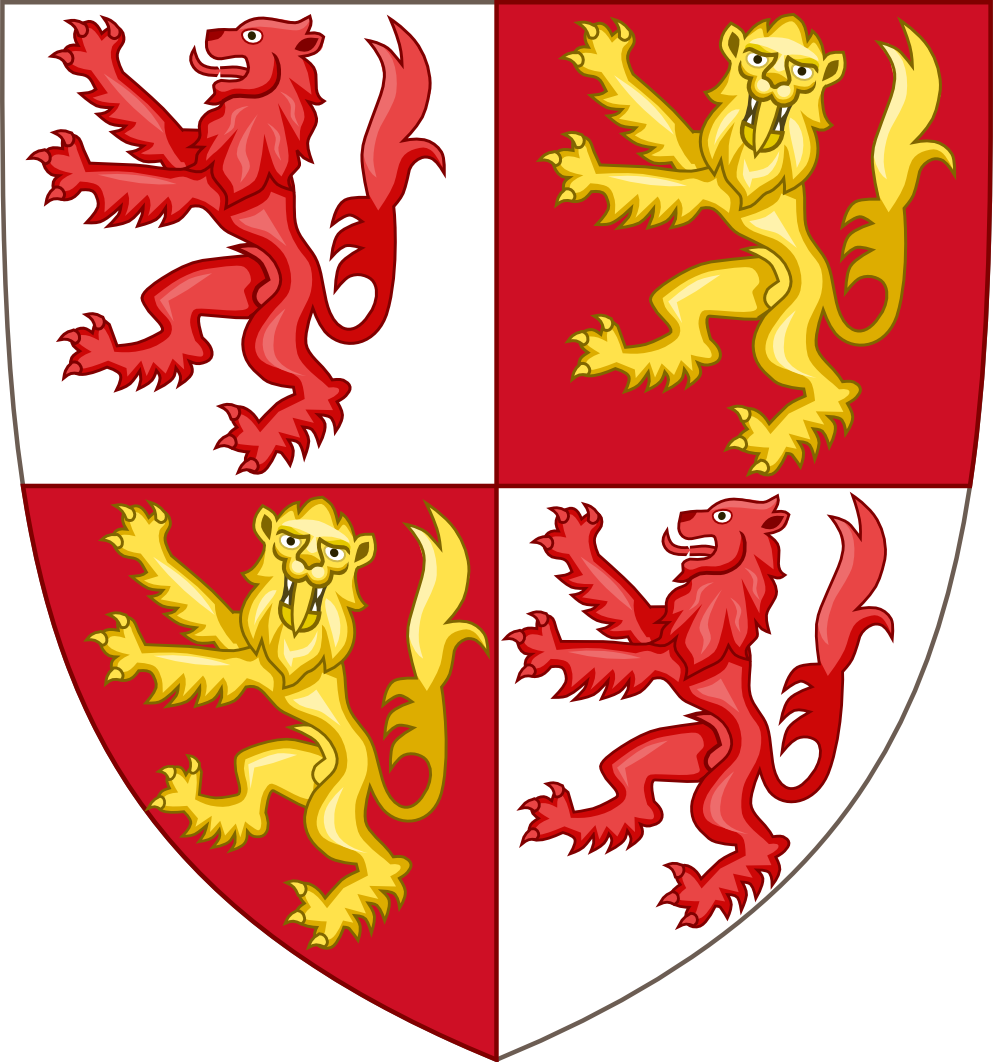
Jean de Lescuns Wappen bis 1461

Jean bâtard d’Armagnac, genannt Jean de Lescun (* um 1405/10; † kurz nach dem 1. Juni 1473 in der Dauphiné), Comte de Comminges et de Briançonnais, war Marschall von Frankreich, Gouverneur der Dauphiné, Lieutenant-général von Guyenne, Ratgeber und Erster Kammerherr des Königs Ludwig XI. etc.

## Leben
Jean de Lescun ist der uneheliche Sohn von Arnaud-Guilhem de Lescun, der 1393–1418 Bischof von Aire war, und Annette d‘Armagnac de Termes und stammt somit väterlicherseits von der alten und kleinen Herrschaft Lescun im Béarn. Sein Bruder ist der ebenfalls uneheliche Jean de Lescun, der von 1462 bis 1483 Erzbischof von Auch war.
Er begann seine militärische Laufbahn bei Jean d’Armagnac, Vicomte de Lomagne, in dessen Dienst er es zu einem renommierten Capitaine schaffte. Als Jean d’Armagnac König Karl VII. seine Gefolgschaft aufkündigte, folgte ihm Jean de Lescun bis in die Auvergne, wobei er das Land, das sie durchquerten, verwüstete. 1444 wurde der Kronprinz, der spätere König Ludwig XI. gegen den Grafen von Armagnac in Marsch gesetzt. Ludwig behielt schnell die Oberhand und nahm Jean d’Armagnac gefangen. Jean de Lescun hingegen schloss sich dem Kronprinzen an und stand von nun bis zu seinem Lebensende in dessen Dienst.

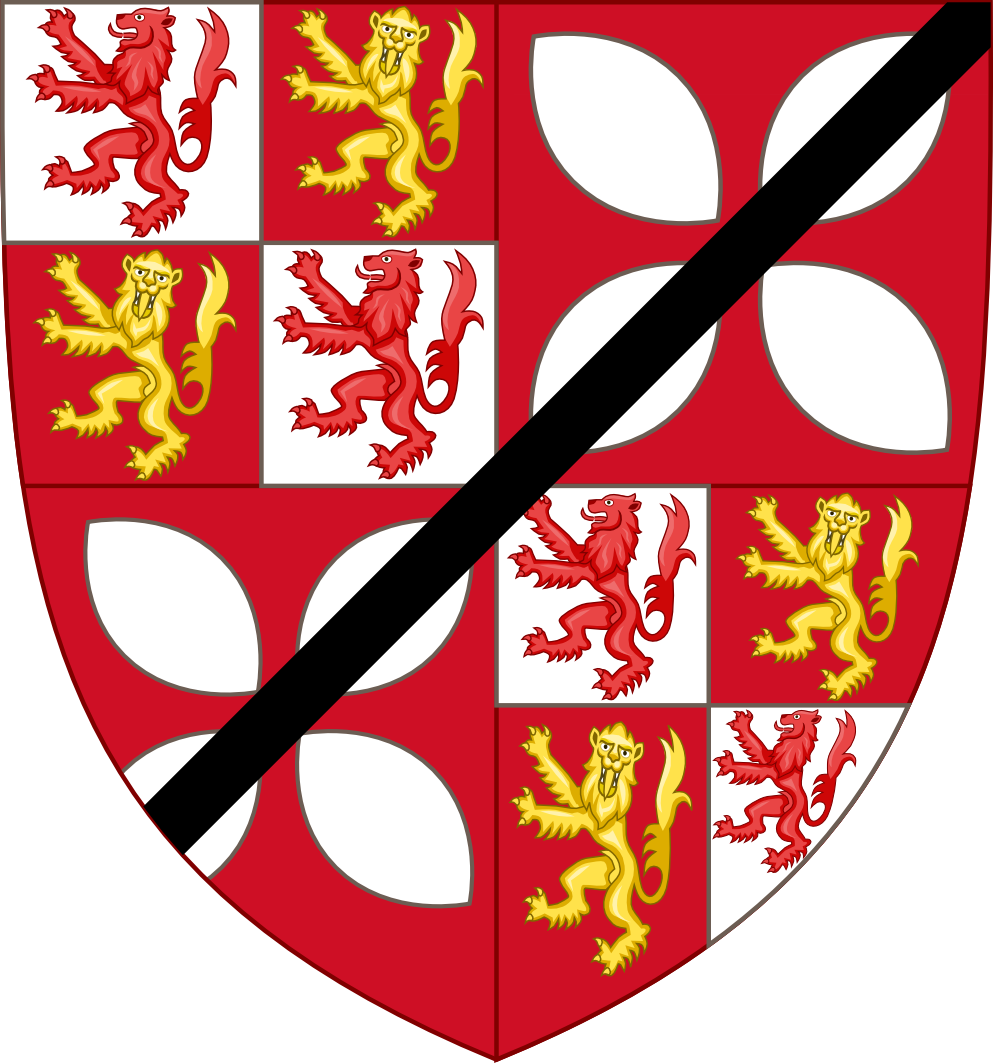
Jean des Lescuns Wappen ab 1461

Jean de Lescun verdankte seine Karriere der Gunst Ludwigs XI., dessen Favorit er schon war, als dieser noch Dauphin war. Am 10. August 1450 – zu dieser Zeit war er Seigneur de Gourdon und Tournon – wurde er zum Seneschall des Valentinois ernannt, am 4. Oktober 1450 zum Marschall der Dauphiné. 1454 erwarb er vom Grafen von Armagnac die Baronien Mauléon und Cazaubon.
Am 4. Januar 1457 wurde er Gouverneur der Dauphiné, allerdings konnte er sein Amt erst am 8. August 1461 antreten.
Am 3. August 1461 – zehn Tage nach Ludwigs Thronbesteigung – wurde er zum Marschall von Frankreich ernannt, eine Woche später, am 11. September, zum Offizier an der Cour des Aides, sowie – noch vor der Krönung Ludwigs – den Nießbrauch der Grafschaft Comminges.
1462 wurde er zum Lieutenant-général und Gouverneur von Guyenne ernannt. Am 26. Mai 1463 wurde er legitimiert. Am 16. Juni 1463 wurde Louis Bastet de Crussol zu seinem Nachfolger als Gouverneur der Dauphiné ernannt. Am 30. November 1464 wurde er zum Comte de Briançonnais ernannt. Von 1468 bis 1473 war er Gouverneur von Lyon.
Bei der Gründung des Ordre de Saint-Michel am 1. August 1469 wurde er zum Ordensritter ernannt. Nach dem Rücktritt Louis de Crussols als Gouverneur der Dauphiné in der zweiten Jahreshälfte 1472 übernahm Jean de Lescun noch einmal dieses Amt bis zu seinem Tod. Am 26. April 1473 verfasste er sein Testament, das er am 1. Juni 1473 um Regelungen zu seiner Beerdigung ergänzte. Er starb kurz darauf im gleichen Jahr.
Jean de Lescun war auch Seigneur de Sauveterre en Comminges et Lombez, Vicomte de Serrières, Sire de Saint-Béat und Seigneur de Langoiran.
Die endgültige Rückeroberung Aquitaines von den Engländern, sein Amt als Gouverneur, das Scheitern des Hauses Lomagne (Grafen von Armagnac, Rodez und La Marche sowie Herzöge von Nemours), sowie die Gunst des Königs brachte ihm weitere Lehen ein: Labastide-d’Armagnac, Monclar, Marguestau, Castelnau, Larée... , dazu im Albigeois die Herrschaften Labastide-de-Lévis, Castelnau-de-Lévis, Puybegon, Sénégats und Graulhet; im Quercy und Agenais erwarb er Gourdon, Fumel und Tournon.

### Ehe und Familie
Jean de Lescun heiratete 1465 Margherita di Saluzzo († nach 1478), Tochter von Lodovico I. del Vasto, Marchese di Saluzzo, und Isabella Paleologa von Montferrat. Ihre Kinder sind :
- Catherine d’Armagnac, Dame de Langoiran, die von ihrem die Lehen im Quercy erhielt; ⚭ Gaston de Montferrand, Sohn von Bertrand IV. de Montferrand und Antoinette
- Madeleine d’Armagnac († 1515), Dame de Sauveterre en Comminges et Lombez, Baronne de l'Eauzan (Casaubon, Mauléon etc.), der ihr Vater auch die Lehen im Albigeois hinterließ.; ⚭ 13. November 1484 Hugues d’Amboise, Seigneur , Seigneur d’d'Aubijoux, Seneschall von Beaucaire, gefallen am 14. September 1515 in der Schlacht bei Marignano; sie sind die Eltern von Jacques d’Amboise und die Großeltern von Louis d'Amboise d'Aubijoux.
- Antoinette d‘Armagnac

Darüber hinaus hatte er von Marie Sohier aus Gennep in Brabant drei uneheliche Kinder, die im April 1466 legitimiert wurden: Jeannot de Mauléon et Cazaubon, Catherine et Jeanne.